# MTV Movie Awards 2009
Die MTV Movie Awards 2009 fanden am 31. Mai 2009 im Gibson Amphitheatre in Universal City, Kalifornien, statt. Moderator der Veranstaltung war Andy Samberg. Der große Gewinner des Abends war der Film Twilight – Bis(s) zum Morgengrauen mit insgesamt fünf Auszeichnungen.

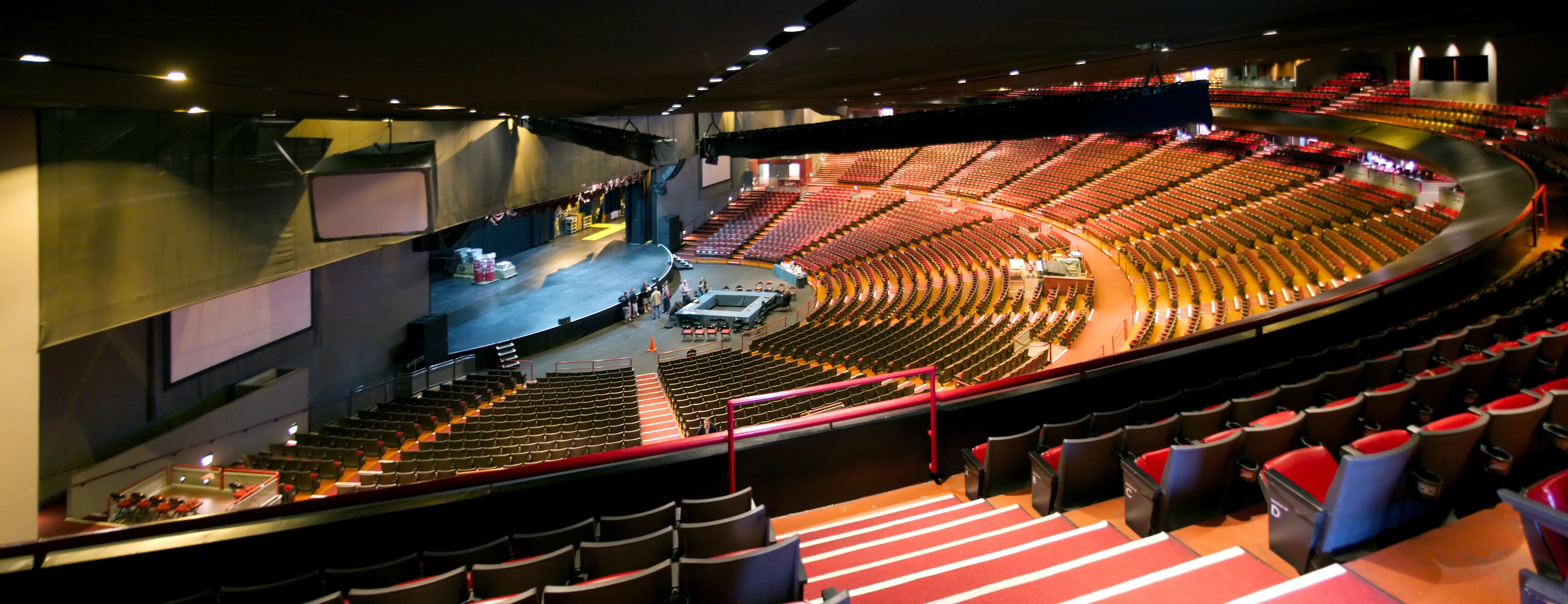
Das Gibson Amphitheater – Austragungsort der Awardshow 2009

## Auftritte
Folgende Künstler traten während der Show auf:
- Eminem
- Kings of Leon
- Chris Isaak, LeAnn Rimes und Forest Whitaker

## Präsentatoren
- Justin Bartha
- Michael Bay
- Abigail Breslin
- Bruno
- Sandra Bullock
- Bradley Cooper
- Cameron Diaz
- Zac Efron
- Anna Faris
- Will Ferrell
- Megan Fox
- Rupert Grint
- Ed Helms
- Taraji Henson
- Jonah Hill
- Vanessa Hudgens
- Shia LaBeouf
- Taylor Lautner
- Lil Wayne
- Danny R. McBride
- Leighton Meester
- Sienna Miller
- The Orbitz Gum Guy (Big Pak)
- Hayden Panettiere
- Robert Pattinson
- Chris Pine
- Daniel Radcliffe
- Ryan Reynolds
- Kristen Stewart
- Kiefer Sutherland
- Channing Tatum
- Triumph the Insult Comic Dog
- Sofia Vassilieva
- Denzel Washington
- Olivia Washington
- Emma Watson

## Auszeichnungen

### Bester Film
Twilight – Bis(s) zum Morgengrauen (Twilight) 
- High School Musical 3: Senior Year
- Iron Man
- Slumdog Millionaire
- The Dark Knight

### Bester Darsteller
Zac Efron – High School Musical 3: Senior Year
- Christian Bale – The Dark Knight
- Vin Diesel – Fast & Furious – Neues Modell. Originalteile. (Fast & Furious)
- Robert Downey Jr. – Iron Man
- Shia LaBeouf – Eagle Eye – Außer Kontrolle (Eagle Eye)

### Beste Darstellerin
Kristen Stewart – Twilight – Bis(s) zum Morgengrauen (Twilight) 
- Anne Hathaway – Bride Wars – Beste Feindinnen (Bride Wars)
- Taraji P. Henson – Der seltsame Fall des Benjamin Button (The Curious Case of Benjamin Button)
- Angelina Jolie – Wanted
- Kate Winslet – Der Vorleser (The Reader)

### Bester Newcomer
Robert Pattinson – Twilight – Bis(s) zum Morgengrauen (Twilight) 
- Ben Barnes – Die Chroniken von Narnia: Prinz Kaspian von Narnia (The Chronicles of Narnia: Prince Caspian)
- Taylor Lautner – Twilight – Bis(s) zum Morgengrauen (Twilight)
- Dev Patel – Slumdog Millionaire
- Bobb’e J. Thompson – Vorbilder?! (Role Models)

### Beste Newcomerin
Ashley Tisdale – High School Musical 3: Senior Year
- Miley Cyrus – Hannah Montana – Der Film (Hannah Montana: The Movie)
- Kat Dennings – Nick und Norah – Soundtrack einer Nacht (Nick and Norah’s Infinite Playlist)
- Vanessa Hudgens – High School Musical 3: Senior Year
- Freida Pinto – Slumdog Millionaire
- Amanda Seyfried – Mamma Mia!

### Beste Comedy-Darstellung
Jim Carrey – Der Ja-Sager (Yes Man) 
- Steve Carell – Get Smart
- Anna Faris – House Bunny (The House Bunny)
- James Franco – Ananas Express
- Amy Poehler – Baby Mama

### Bester Filmschurke
Heath Ledger – The Dark Knight
- Luke Goss –  Hellboy – Die goldene Armee (Hellboy II: The Golden Army)
- Dwayne Johnson – Get Smart
- Derek Mears – Freitag der 13. (Friday the 13th)
- Johnathon Schaech – Prom Night (Prom Night – A Night To Die For)

### Beste Filmkuss
Robert Pattinson & Kristen Stewart – Twilight – Bis(s) zum Morgengrauen (Twilight) 
- Zac Efron & Vanessa Hudgens – High School Musical 3: Senior Year
- James Franco & Sean Penn – Milk
- Angelina Jolie & James McAvoy – Wanted
- Thomas Lennon & Paul Rudd – Trauzeuge gesucht! (I Love You, Man)
- Dev Patel & Freida Pinto – Slumdog Millionaire

### Beste Kampfsequenz
Cam Gigandet vs. Robert Pattinson – Twilight – Bis(s) zum Morgengrauen (Twilight) 
- - Christian Bale vs. Heath Ledger – The Dark Knight
  - James Franco und Seth Rogen vs. Danny McBride – Ananas Express
  - Luke Goss vs. Ron Perlman – Hellboy – Die goldene Armee (Hellboy II: The Golden Army)
  - Anne Hathaway vs. Kate Hudson – Bride Wars – Beste Feindinnen (Bride Wars)

### Bester WTF Moment
Amy Poehler – Baby Mama
- Kristen Bell & Jason Segel – Nie wieder Sex mit der Ex (Forgetting Sarah Marshall)
- Angelina Jolie – Wanted
- Ayush Mahesh Khedekar – Slumdog Millionaire
- Ben Stiller – Tropic Thunder

### Bester Song in einem Film
„The Climb“ – Hannah Montana – Der Film (Hannah Montana: The Movie) – Miley Cyrus
- „Decode“ – Twilight – Bis(s) zum Morgengrauen (Twilight) – Paramore
- „Jai Ho“ – Slumdog Millionaire – A. R. Rahman
- „The Wrestler“ – The Wrestler – Bruce Springsteen

### MTV Generation Award
- Ben Stiller